# Championnat de Tunisie masculin de volley-ball 1970-1971
Navigation
Saison précédente Saison suivante
Le championnat de Tunisie masculin de volley-ball 1970-1971 est la seizième édition à se tenir depuis 1956. Il est disputé par les huit meilleurs clubs du pays en aller et retour.
L'Avenir sportif de La Marsa, renforcé par le retour de Chedly Fazaâ qui a achevé ses études de pharmacie en France où il a également eu une carrière sportive, conserve ses deux titres nationaux (championnat et coupe de Tunisie) aux dépens de deux adversaires de taille, l'Étoile olympique La Goulette Kram, deuxième et finaliste de la coupe, et l'Union sportive des transports de Sfax.
En bas du tableau, Saydia Sports rétrograde et laisse sa place au Club sportif sfaxien rajeuni et reparti sur de nouvelles bases, alors que le Club sportif des cheminots sauve sa place lors des barrages contre le Radès Transport Club.

## Division nationale
Le classement final est le suivant :
| # | Équipe                                | Pts | J  | G  | P  | Sp | Sc | Ratio | Pp  | Pc  | Ratio |
| - | ------------------------------------- | --- | -- | -- | -- | -- | -- | ----- | --- | --- | ----- |
| 1 | Avenir sportif de La Marsa (T) (C)    | 27  | 14 | 13 | 1  | 41 | 6  | 6.833 | 677 | 399 | 1.697 |
| 2 | Étoile olympique La Goulette Kram     | 25  | 14 | 11 | 3  | 37 | 18 | 2.056 | 706 | 634 | 1.114 |
| 3 | Union sportive des transports de Sfax | 24  | 14 | 10 | 4  | 34 | 18 | 1.889 | 716 | 569 | 1.258 |
| 4 | Club olympique de Kélibia             | 20  | 14 | 6  | 8  | 27 | 31 | 0.871 | 703 | 719 | 0.978 |
| 5 | Zitouna Sports                        | 19  | 14 | 5  | 9  | 25 | 30 | 0.833 | 658 | 711 | 0.925 |
| 6 | Espérance sportive de Tunis           | 18  | 14 | 4  | 10 | 18 | 32 | 0.563 | 547 | 667 | 0.82  |
| 7 | Club sportif des cheminots (P)        | 18  | 14 | 4  | 10 | 15 | 37 | 0.405 | 578 | 698 | 0.828 |
| 8 | Saydia Sports                         | 17  | 14 | 3  | 11 | 11 | 36 | 0.306 | 491 | 627 | 0.783 |

|     | Champion de Tunisie              |
|     | Relégation en division 2         |
| (T) | Tenant du titre 1970             |
| (P) | Promu 1970                       |
| (C) | Vainqueur de la coupe de Tunisie |

## Division 2
Les deux premiers de chaque poule sont qualifiés aux barrages nationaux.

### Poule Nord
- 1er : Radès Transport Club : 19 points
- 2e : Étoile sportive du Sahel : 17 points
- 3e : Union sportive tunisienne : 17 points
- 4e : Jendouba Sports : 15 points
- 5e : Stade africain de Menzel Bourguiba : 11 points
- 6e : Al Hilal : 9 points
- 7e : Football Club de Jérissa : forfait général

### Poule Sud
- 1er : Club sportif sfaxien : 16 points
- 2e : Sfax railway sport : 13 points
- 3e : Jeunesse sportive kairouanaise : 12 points
- 4e : Progrès sportif d'El Hamma : 10 points
- 5e : Stade gabésien : 8 points
- 6e : Étoile sportive de Métlaoui : forfait général

### Barrages nationaux
| Rang | Équipe                   | Points | Matchs | Victoires | Défaites | Sets pour | Sets contre |
| 1    | Club sportif sfaxien     | 6      | 3      | 3         | 0        | 9         | 4           |
| 2    | Radès Transport Club     | 5      | 3      | 2         | 1        | 8         | 3           |
| 3    | Étoile sportive du Sahel | 4      | 3      | 1         | 2        | 3         | 6           |
| 4    | Sfax railway sport       | 3      | 3      | 0         | 3        | 2         | 9           |

Le Club sportif sfaxien, champion de la division 2, est entraîné par Mohamed Salah Barkia et comprend les joueurs suivants : Hédi Haj Taieb, Rafik Ben Amor, Abderrazak Masmoudi, Salem Benghazi, Ferid Ayadi, Habib Karoui, Tarek Sahnoune, Mounir Samet, Ali Melliti, Mohamed Maâzoun, Jamel Sellami, Mohamed Thameur Driss, Mohamed Naceur Bennour et Ridha Kamoun.

## Division 3
Le championnat de division 3 est remporté par l'Union sportive de Carthage. Les autres équipes de la division sont les suivantes :
- Monopoles Athlétique Club
- Club africain
- Club sportif de Hammam Lif
- Aigle sportif d'El Haouaria
- Association sportive militaire de Tunis
- Club sportif des municipaux et sapeurs pompiers
- Association sportive des PTT de Tunis
- Wided athlétique de Montfleury
- Club sportif de la coopération